# Rocky Bushiri
Rocky Bushiri Kisonga (Duffel, 30 novembre 1999) è un calciatore belga naturalizzato congolese (Repubblica Democratica del Congo), difensore dell'Hibernian e della nazionale congolese.

## Caratteristiche tecniche
È un difensore centrale.

## Carriera

### Club
Nato in Belgio da genitori congolesi, nel 2012 entra a far parte del settore giovanile dell'Ostenda.
Esordisce in prima squadra il 9 dicembre 2017 disputando da titolare l'incontro di campionato perso 1-0 contro il Malines.
Il 22 agosto 2018 viene ceduto in prestito all'Eupen.
Il 5 luglio 2019 viene ceduto al Norwich City, che il 2 agosto seguente lo gira in prestito al Blackpool.

### Nazionale
Dopo aver giocato nelle nazionali giovanili belghe Under-19 ed Under-21 (con quest'ultima nel 2019 ha anche giocato gli Europei di categoria) ha scelto di rappresentare la Repubblica Democratica del Congo, con la cui nazionale maggiore ha esordito nel 2023, anno in cui è stato inoltre convocato per la Coppa d'Africa.

## Statistiche

### Presenze e reti nei club
Statistiche aggiornate al 17 maggio 2025.
| Stagione         | Squadra          | Campionato       | Campionato | Campionato | Coppe nazionali | Coppe nazionali | Coppe nazionali | Coppe continentali | Coppe continentali | Coppe continentali | Altre coppe | Altre coppe | Altre coppe | Totale | Totale |
| Stagione         | Squadra          | Comp             | Pres       | Reti       | Comp            | Pres            | Reti            | Comp               | Pres               | Reti               | Comp        | Pres        | Reti        | Pres   | Reti   |
| ---------------- | ---------------- | ---------------- | ---------- | ---------- | --------------- | --------------- | --------------- | ------------------ | ------------------ | ------------------ | ----------- | ----------- | ----------- | ------ | ------ |
| 2017-2018        | Ostenda          | D1               | 2+6        | 0          | CB              | -               | -               | UEL                | -                  | -                  | -           | -           | -           | 8      | 0      |
| 2018-2019        | Eupen            | D1               | 23+8       | 0          | CB              | 2               | 1               | -                  | -                  | -                  | -           | -           | -           | 33     | 1      |
| 2019-gen. 2020   | Blackpool        | FL1              | 4          | 0          | FACup+CdL       | 0+1             | 0               | -                  | -                  | -                  | FLT         | 2           | 1           | 7      | 1      |
| gen.-giu. 2020   | Sint-Truiden     | D1               | 7          | 0          | CB              | -               | -               | -                  | -                  | -                  | -           | -           | -           | 7      | 0      |
| 2020-gen. 2021   | Malines          | D1               | 6          | 0          | CB              | -               | -               | -                  | -                  | -                  | -           | -           | -           | 6      | 0      |
| gen.-giu. 2021   | Eupen            | D1               | 1          | 0          | CB              | 2               | 1               | -                  | -                  | -                  | -           | -           | -           | 3      | 1      |
| Totale Eupen     | Totale Eupen     | Totale Eupen     | 24+8       | 0          |                 | 4               | 2               |                    | -                  | -                  |             | -           | -           | 36     | 2      |
| 2021-gen. 2022   | Norwich City     | PL               | 0          | 0          | FACup+CdL       | -               | -               | -                  | -                  | -                  | -           | -           | -           | 0      | 0      |
| gen.-giu. 2022   | Hibernian        | SP               | 14         | 0          | CS+CdL          | 1+0             | 0               | UECL               | -                  | -                  | -           | -           | -           | 15     | 0      |
| 2022-2023        | Hibernian        | SP               | 15         | 0          | CS+CdL          | 1+4             | 0               |                    | -                  | -                  | -           | -           | -           | 20     | 0      |
| 2023-2024        | Hibernian        | SP               | 27         | 0          | CS+CdL          | 1+2             | 0               | UECL               | 5                  | 0                  | -           | -           | -           | 35     | 0      |
| 2024-2025        | Hibernian        | SP               | 28         | 3          | CS+CdL          | 3+4             | 1+0             | -                  | -                  | -                  | -           | -           | -           | 35     | 4      |
| Totale Hibernian | Totale Hibernian | Totale Hibernian | 84         | 3          |                 | 16              | 1               |                    | 5                  | 0                  |             | -           | -           | 105    | 4      |
| Totale carriera  | Totale carriera  | Totale carriera  | 141        | 3          |                 | 21              | 3               |                    | 5                  | 0                  |             | 2           | 1           | 169    | 7      |

### Cronologia presenze e reti in nazionale
| Cronologia completa delle presenze e delle reti in nazionale ― RD del Congo | Cronologia completa delle presenze e delle reti in nazionale ― RD del Congo | Cronologia completa delle presenze e delle reti in nazionale ― RD del Congo | Cronologia completa delle presenze e delle reti in nazionale ― RD del Congo | Cronologia completa delle presenze e delle reti in nazionale ― RD del Congo | Cronologia completa delle presenze e delle reti in nazionale ― RD del Congo | Cronologia completa delle presenze e delle reti in nazionale ― RD del Congo | Cronologia completa delle presenze e delle reti in nazionale ― RD del Congo |
| Data                                                                        | Città                                                                       | In casa                                                                     | Risultato                                                                   | Ospiti                                                                      | Competizione                                                                | Reti                                                                        | Note                                                                        |
| --------------------------------------------------------------------------- | --------------------------------------------------------------------------- | --------------------------------------------------------------------------- | --------------------------------------------------------------------------- | --------------------------------------------------------------------------- | --------------------------------------------------------------------------- | --------------------------------------------------------------------------- | --------------------------------------------------------------------------- |
| 12-9-2023                                                                   | Durban                                                                      | Sudafrica                                                                   | 1 – 0                                                                       | RD del Congo                                                                | Amichevole                                                                  | -                                                                           |                                                                             |
| 10-1-2024                                                                   | Abu Dhabi                                                                   | RD del Congo                                                                | 1 – 2                                                                       | Burkina Faso                                                                | Amichevole                                                                  | -                                                                           |                                                                             |
| 21-3-2025                                                                   | Kinshasa                                                                    | RD del Congo                                                                | 1 – 0                                                                       | Sudan del Sud                                                               | Qual. Mondiali 2026                                                         | -                                                                           |                                                                             |
| 8-6-2025                                                                    | Orléans                                                                     | RD del Congo                                                                | 3 – 1                                                                       | Madagascar                                                                  | Amichevole                                                                  | -                                                                           |                                                                             |
| Totale                                                                      |                                                                             | Presenze                                                                    | 4                                                                           |                                                                             | Reti                                                                        | 0                                                                           |                                                                             |